# Menophra theobromaria
Menophra theobromaria là một loài bướm đêm trong họ Geometridae.